# アルフォン・ラレー
アルフォン・ラレー（Alphonse Rallet & Co.）は、かつて存在したロシアの化粧品製造企業である。
1843年にロシア・モスクワで誕生したが、1917年のロシア革命後は南フランスのカンヌ・ラ・ボッカ地区 (La Bocca) に本社を移し、化粧品の製造を続けた。
シャネルから1921年に発売された「CHANEL N°5」と「CHANEL N°22」の調香・開発で有名なエルネスト・ボーがここに在籍し、調香の修練を積んだことで知られる。

## 歴史

### 勃興期
1843年、フランス人実業家のアルフォン・ラレー（1819 - 1894）が、モスクワのバヤタスカヤ通りにて、石鹸と香水の製造販売をおこなう、ラレー社を発足させる。熟練の技術者と最新の製造機械をもって、石鹸と香水の他、口紅、オーデコロン、ポマードなどを生産し、評判を呼ぶ。
のちにラレーは1857年、自らの生誕地、グルノーブルの市長の娘だったマリー・フォルコネットと結婚し、2年後、自らの起こした会社と「ラレー (Rallet)」の名称権利を、ラレーと共同で会社を設立したエミール・ボーランに手渡し、ラレーは自身の健康的問題から、1857年にロシアからフランスへ帰国し、イタリアとスイスの国境に近いビヴィエの市長に就任し、セルビアン城を買い取り、ルイス・ビカーが設立した、セメントやコンクリートの製造をおこなう世界的企業、ビカー・グループの援助を受けて、修理事業をおこなうなどした。またラレーの弟、ユージン・ラレーもモスクワで兄の起こした会社の経営に参加していたが、ラレーの妻でマリーの妹にあたるレオニー・フォルコネットと結婚し、フランスに戻ったため、ラレー兄弟は事実上この時点で経営から手を引くこととなった。以後ラレー社はフランスからの資本と、現地ロシアからの合同資本で経営がおこなわれるようになる。
1862年から1863年にかけて、ロシア人資本家のフレデリック・デュクチュアがラレー社の支配人に就任。さらに1898年には、その息子のアルマン・デュクチュアが後継の座を受け継ぎ、事業の拡大を促進する。

### 繁栄期
ラレー社は生産拡大のために、当時の香水のメッカだったフランスやイタリアよりも、自国ロシアで香水の生産を可能にすべく、1899年に南ロシアに大規模なプランテーションを開発する。機械化された生産、電気、エレベーター、蒸気機関と電話を含む、最高水準のテクノロジーを武器に、1910年までにラレー社は675の個々の製品を提供すると共に、モスクワ工場では1914年までに1600人の労働者を雇用する大企業に成長していた。
ラレー社の製品は包装等で優れた品質を誇り、1878年と1900年にはパリで開催された品評会にて最優秀賞を得るまでになると共に、自国ロシアは勿論、ルーマニアやモンテネグロ、セルビアやペルシャ、またアジアでは中国などでも販売され、名声を築き上げることになる。

### エルネスト・ボーの登場
1898年、のちにシャネルの「N°5」を開発するエルネスト・ボーがラレー社の石鹸研究室に入社する。彼の父、エドゥアール・ボーは調香師で、また兄もラレー社に勤務していたことから、同社に入社することになると共に、石鹸研究室を振り出しに、調香の修練を積む。ボーは1900年から2年間、故国の兵役で一旦モスクワを離れるものの、1902年に再びラレー社へと戻り、先輩調香師のアントン・ルメルシエの下で、同社で香水の開発・研究に携わる。本国フランスで販売されていたルイ=トゥーサン・ピーヴァーやウビガン、コティなどのメーカーから香水を調達しては、香りのタイプを嗅き分ける傍ら、またこれまで、単一タイプでしか表現できなかったを香りを複雑化させるべく、アルデヒドの研究をおこなうなど、幾度となく新たな香水の可能性を求めて、研究に没頭した。
1907年、ボーはラレー社の最高技術者に就任。初の香水をロシアで販売する。1912年にはナポレオン・ボナパルトのロシア遠征におけるボロジノの戦いから100周年を記念してつくられた香水、「ブーケ・ド・ナポレオン」を発売。これがヨーロッパ各国で大いに売れたことで、1913年には、当時のロマノフ朝誕生から300年を記念して、エカテリーナ2世にちなんだ名づけられた香水、「ブーケ・ド・キャサリン」も発売される。やがてそのラレー社の名声の一頁を築いたボーも、翌年には第一次世界大戦の勃発で、北欧へ駐屯することになる。
1914年、ヨーロッパで第一次世界大戦が勃発すると、やがてその波はロシアにも波及し、ボリシェビキの台頭を促すこととなる。1917年にはロシア革命勃発に伴い、ロマノフ朝は滅亡。同時にラレー社も、ボリシェビキによる新政府により、解体されることになった。

### 衰退期
ラレー社に残っていた数十名のフランス人技術者は故国に帰国し、1917年にカンヌのラ・ボッカ地区 (fr) に新たな研究所と工場を設立する。ここには先のエルネスト・ボーもこの研究所に属し、のちにここで前出の「N°5」と「N°22」のモデルとなる10の香りを開発。これをココ・シャネルに渡すと、この中から5番と22番がチョイスされ、シャネルの香水としての知名度を築き上げることとなる。
ボーは、1922年に彼の友人であるユージン・シャボーの申し出を受け、パリへと移り、ラレー社を退社する。その後1924年にはココ・シャネルの友人で、ユダヤ人実業家のポール・ヴェルテメールとピエール・ヴェルテメール兄弟により設立された、化粧品の製造・開発をおこなうシャネル・ブルジョワの技術責任者に就任することとなる。ボーは1925年には、やはりシャネルの香水として今日まで発売され続ける「Gardénia」を開発している。

## 買収・消滅
エルネスト・ボーが去ってからのラレー社は不振に喘ぐこととなった。ラレー社は、1926年にフランソワ・コティが設立した化粧品メーカー、コティに買収される。コティの一ブランドになると共に、コティは高級ブランドとして、ラレーの名を存続させようと地道に活動を続けたが、そのコティも1963年には、アメリカ・ニューヨークに本社を置く、総合医薬品メーカーのファイザーにより買収され、ラレーの名はここに潰えることとなった。